# Digital asset management
Digital asset management (DAM) – system i oprogramowanie służące do zarządzania zasobami cyfrowymi (m.in. dokumentami, grafiką, plikami audio i wideo), umożliwiające ich przechowywanie, organizowanie, pobieranie i udostępnianie.